# The Siren of the Woods
The Siren of the Woods – wydany w 1996 r. singel szwedzkiego zespołu Therion promujący album Theli.

## Okładka
Autorem okładki i layoutu jest Peter Grøn.

## Lista utworów
1. "The Siren of the Woods" (Single Version)
2. "Cults of the Shadow" (Edited Version)
3. "Babylon"

## Twórcy albumu
- Christofer Johnsson – gitara, wokal, instrumenty klawiszowe
- Piotr Wawrzeniuk – perkusja, wokal
- Lars Rosenberg – gitara basowa
- Jonas Mellberg – gitara, gitara akustyczna, instrumenty klawiszowe

Ponadto:
- Dan Swanö – wokal
- Anja Krenz – solo sopran
- Axel Pätz – solo bas baryton
- Jan Peter Genkel – dodatkowe instrumenty klawiszowe

Chóry:
- North German Radio Choir
- Siren Choir